# Tour de l'horloge de Bitola
La tour de l'horloge (en macédonien Саат-кула) est un monument emblématique de Bitola, ville du sud de la Macédoine du Nord. Elle se trouve dans le centre, au bout de Chirok Sokak, la grande rue piétonne. 
Cette tour est typique de l'architecture civile ottomane et d'autres constructions similaires existent encore en Macédoine du Nord, notamment à Skopje, Prilep et Gostivar.

## Historique
Une tour de l'horloge est mentionnée à Bitola à partir du XVIIe siècle, mais l'édifice actuel date des années 1830. Selon une légende locale, pour construire la tour originelle, les autorités ottomanes avaient demandé à la population 60 000 œufs pour consolider le mortier.
Le mécanisme a été changé plusieurs fois, d'abord en 1927, lorsqu'un système allemand est installé, puis en 1936.

## Description
La tour à une base carrée et elle est construite avec de grands blocs de pierre. Elle fait 32 mètres de haut. Seule la partie supérieure, où se trouvent les quatre horloges, est ornementée. L'entrée se trouve sur la face nord, et un escalier d'une centaine de marches permet d'accéder au sommet.
La tour compte 15 cloches, installées en 1936, elles pèsent environ 900 kilos.

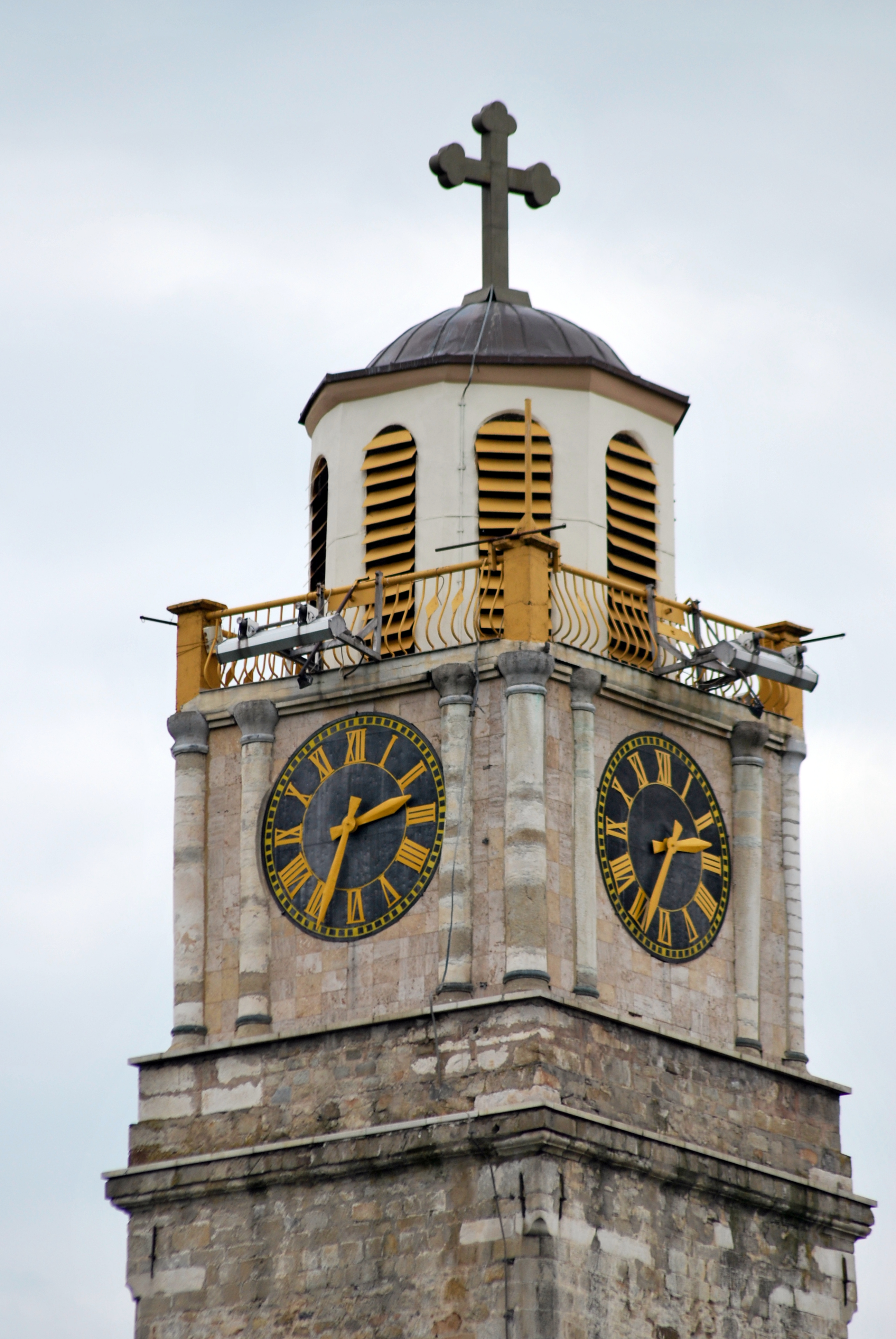
Détail du sommet.